# Könyvkötészet Erdélyben
Könyvkötészet Erdélyben a könyv íveinek tartós egymáshoz fűzésével és táblába rögzítésével foglalkozó iparág. Célja a könyv védelme és díszítése. Bibliofil igényeket igyekszik kielégíteni sajátos ága, a könyvkötő-művészet, mely a korai középkortól napjainkig kódexek, majd nyomtatott könyvek művészi borítását végzi.

## Szép könyvek könyvtárakban
Romániai könyvtárakban – így a bukaresti Akadémiai Könyvtárban, a gyulafehérvári Batthyaneumban, a nagyszebeni Brukenthal Múzeumban, a marosvásárhelyi Teleki Tékában, a kolozsvári Központi Egyetemi Könyvtárban – láthatunk szép középkori, aranyozott, bőr-, selyem-, és bársonykötésű könyveket, gyakorta fémveretekkel is ellátva. Ezek között van a Misztótfalusi Kis Miklós által 1683 és 1685 között készített barokk díszítésű, aranyozott bőrkötésű, kis formátumú Biblia, mely mindmáig a "szép könyv" mintapéldányának tekinthető.

## Könyvkötészet a 19-20. században
A régi erdélyi könyvkötészet legkiválóbb mestere az 1831-ben elhalálozott Guttmann János volt, nevéhez fűződik a "Guttmann-féle hártyakötés". Művészetének egyetlen méltó utóda Rohonyi Antal (1880-1937), a kolozsvári Egyetemi Könyvtár könyvkötőműhelyének huszonöt éven át volt vezetője. Munkájának folytatója Eugen Cristoreanu könyvkötőmester, aki 1978-ig vezette a könyvtár könyvkötő- és restauráló műhelyét. Kezük alól nemcsak újjászületett könyvek és folyóirat-kötetek ezrei kerültek ki az évek folyamán, nemcsak értékes kódexek és ősnyomtatványok restaurálását végezték el nagy műgonddal és hozzáértéssel, hanem hivatásos és műkedvelő könyvkötők egész nemzedékét is nevelték és tanították meg a szakma minden fogására.
A könyvkötés művészetének terméke manapság is számos bibliofil kiadvány. Ilyen volt az Erdélyi Szépmíves Céh amatőrpéldány-sorozata, melyet előfizetők számára félbőrkötésben készítettek. A Kriterion Könyvkiadó is próbált néhány könyvkötészeti ritkasággal kedveskedni olvasóinak, mint amilyen Kallós Zoltán gyűjtése, a kézi hímzésű kalotaszegi mintával ellátott, vászonba kötött Balladák könyve (1970), Richard de Bury Philobiblon c. művének 100 számozott bőrkötéses példánya (1972) vagy Kós Károly Székely balladák c. ugyancsak kézi hímzéssel díszített vászonkötésű, 1-300-ig számozott kötete (1973).

## Lásd még
- Könyvkötészet
- Bibliofil kiadvány